# Свиридовичи (Речицкий район)
Свиридовичи (бел. Свірыдавічы) — деревня в Заспенском сельсовете Речицкого района Гомельской области Белоруссии.

## География

### Расположение
В 22 км на юг от районного центра и железнодорожной станции Речица (на линии Гомель — Калинковичи), 72 км от Гомеля.

## Транспортная сеть
Транспортные связи по просёлочной, затем автомобильной дороге Лоев — Речица. Планировка состоит из почти прямолинейной меридиональной улицы, к которой с запада присоединяется короткая улица. На восток от главной, параллельно ей расположена короткая прямолинейная улица. Застройка двусторонняя, преимущественно деревянная, усадебного типа.

## История
По письменным источникам известна с XVI века как деревня в Речицком повете Минского воеводства Великого княжества Литовского. Находилась во владении Потоцких, затем Масальских. В 1736 году построена деревянная Успенская церковь.
После 2-го раздела Речи Посполитой (1793 год) в составе Российской империи. В 1844 году помещица Гуминская владела в деревне 571 десятиной земли. В 1868 году здание церкви капитально отремонтировано, а в 1889 году на месте обветшавшего построено новое деревянное здание. В 1885 году в Заспенской волости Речицкого уезда Минской губернии. Согласно переписи 1897 года село, действовали школа грамоты, хлебозапасный магазин. Рядом находились одноимённые выселок и усадьба.
С 8 декабря 1926 года центр Свиридовичского сельсовета Речицкого района Речицкого (до 9 июня 1927 года), Гомельского (до 26 июля 1930 года) округов, с 20 февраля 1938 года Гомельской области.
В 1929 году организован колхоз «Мир», работали школа, кузница, нефтяная мельница. Во время Великой Отечественной войны с октября 1941 года действовала подпольная патриотическая группа (руководители А. В. Карбоненко, И. О. Немкевич). В боях за освобождение деревень Гостивель, Городище, Лобки, Свиридовичи в ноябре 1943 года погибли 224 советских солдата (похоронены в братской могиле на кладбище). Освобождена 14 ноября 1943 года. 69 жителей погибли на фронте. Согласно переписи 1959 года центр колхоза имени С. М. Кирова. Работали средняя школа, Дом культуры, библиотека, фельдшерско-акушерский пункт, отделение связи, магазин, детский сад.
До 31 октября 2006 года центр Свиридовичского сельсовета.
В состав Свиридовичского сельсовета входили до середины 1930-х годов хутора Барсук, Вербицкого, Рапека, Пархоменко, посёлки Красный Борец, Новый Ипполит, Петриков, до середины 1940-х годов — Красногорье, до 1950-х годов — Гай, Заводное, до 1974 года — Тешев, до 1977 года — Чёрная Земля, до 1981 года — Весна, до 1989 года — Зорка, до 1992 года — Берёза, до 1995 года — Волга, Городище, Зорка (в настоящее время не существуют).

## Население

### Численность
- 2004 год — 106 хозяйств, 273 жителя.

### Динамика
- 1795 год — 29 дворов.
- 1885 год — 30 дворов, 240 жителей.
- 1897 год — 57 дворов, 405 жителей (согласно переписи).
- 1908 год — 71 двор, 499 жителей.
- 1959 год — 562 жителя (согласно переписи).
- 2004 год — 106 хозяйств, 273 жителя.

## Известные уроженцы
- П. И. Дедик — комиссар 1-й Гомельской партизанской бригады